# بيت الطايفي (الحيمة الداخلية)

تعديل مصدري - تعديل

بيت الطائفي هي إحدى قرى عزلة الحدب بمديرية الحيمة الداخلية التابعة لمحافظة صنعاء، بلغ تعداد سكانها اكثر من 400 نسمة وهي من الاسر العريقه في الحيمه الداخليه حسب تعداد اليمن لعام 2004.